# Navalmanzano (kommunhuvudort)
Navalmanzano är en kommunhuvudort i Spanien.   Den ligger i provinsen Provincia de Segovia och regionen Kastilien och Leon, i den centrala delen av landet, 100 km nordväst om huvudstaden Madrid. Navalmanzano ligger 838 meter över havet och antalet invånare är 1 179.
Terrängen runt Navalmanzano är platt. Runt Navalmanzano är det ganska glesbefolkat, med 29 invånare per kvadratkilometer. Närmaste större samhälle är Carbonero el Mayor, 10,4 km söder om Navalmanzano. Trakten runt Navalmanzano består till största delen av jordbruksmark.